# Anton Walter

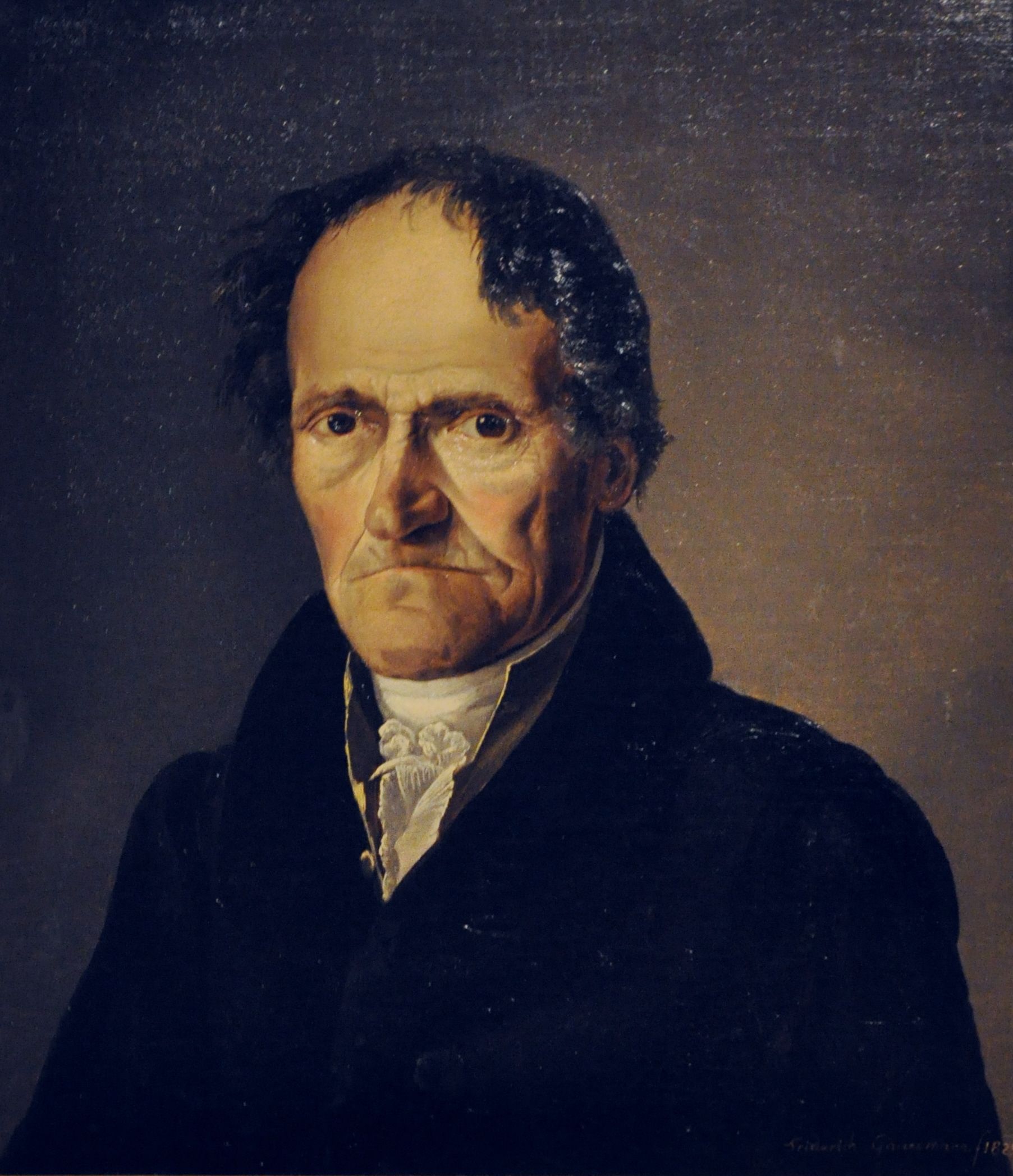
Anton Walter. Óleo de Friedrich Gauermann, 1825 (Museo de Historia del Arte, Viena).

Gabriel Anton Walter (5 de febrero de 1752, Neuhausen auf den Fildern, Alemania - 11 de abril de 1826, Viena), conocido como Anton Walter, fue un constructor de pianos decisivo para el panorama musical vienés del siglo XVIII. El Nuevo diccionario Grove de música y músicos lo describe como «el fabricante de pianos más famoso de la Viena de su tiempo».

### El instrumento de Mozart
Wolfgang Amadeus Mozart compró un piano de Walter alrededor de 1782, y lo empleó en una de las fases más importantes de su carrera, la composición y los exitosos estrenos de sus conciertos maduros para piano ("Conciertos para piano"). Aproximadamente en 1800 (nueve años después de la muerte de Mozart), este instrumento aparentemente fue modificado considerablemente por la firma Walter. Sobrevive hoy y es conservado en Salzburgo, anteriormente había sido propiedad del hijo de Mozart, Carl, en Milán.
Los Walter fortepianos son frecuentemente utilizados como modelos para instrumentos construidos por constructores de fortepianos modernos como by Philip Belt, Chris Maene, Paul McNulty, Paul Poletti, y Rodney Regier, entre otros.